# Hello Frisco, Hello
Pour plus de détails, voir Fiche technique et Distribution.
Hello Frisco, Hello est un film américain réalisé par H. Bruce Humberstone, sorti en 1943. Le film gagna l'Oscar de la meilleure chanson originale.

## Synopsis
Durant l'Exposition universelle de 1915 à San Francisco, un groupe de Vaudeville tente de l'occasion pour se démarquer.

## Fiche technique
- Titre français : Hello Frisco, Hello
- Réalisation : H. Bruce Humberstone
- Scénario : Richard Macaulay, Robert Ellis[Lequel ?] et Helen Logan
- Photographie : Charles G. Clarke et Allen M. Davey
- Montage : Barbara McLean
- Pays de production :  États-Unis
- Format : Couleurs - 35 mm - 1,85:1 - Dolby Digital
- Genre : Comédie et film musical
- Dates de sortie : 
  - États-Unis : 11 mars 1943 (première à San Francisco) / 26 mars 1943 (sortie nationale)

## Distribution
- Alice Faye : Trudy Evans
- John Payne : Johnny Cornell
- Jack Oakie : Dan Daley
- Lynn Bari : Bernice Croft
- Laird Cregar : Sam Weaver
- June Havoc : Beulah Clancy
- Ward Bond : Sharkey
- Aubrey Mather : Douglas Dawson
- John Archer : Ned Clark
- Frank Orth : Lou
- George Lloyd : Foghorn Ryan
- Harry Hayden : Burkham
- Kirby Grant : Chanteur
- Mary Field : Ellie
- Adia Kuznetzoff : Boris
- Frank M. Thomas : un actionnaire